# Anas georgica niceforoi
Anas georgica niceforoi es una subespecie extinta del pato piquidorado (Anas georgica), un ave anseriforme de la familia Anatidae. Una de las tres subespecies se encontraba en el centro de Colombia, pero se extinguió en la década de 1950 y fue visto por última vez en 1952.

## Descripción
Anas georgica niceforoi era más oscuro y colorido, en comparación con la otra subespecie más cercana, el pato piquidorado (Anas georgica spinicauda), con la cabeza y el cuello más rayado, la corona de color marrón oscuro, con una cola menos puntiaguda, y de un tamaño más reducido.

## Distribución
La distribución original de esta ave, según los estudios, incluye las zonas subtropicales y templadas del centro-norte de Colombia, de 1000 a 3000 m sobre el nivel del mar. Habitaba el Valle del Cauca, la parte central de la Cordillera Oriental, la Sabana de Bogotá y Cundinamarca.